# 贾森·加特森
贾森·加特森（英語：Jason Gatson，1980年6月25日—），生于亚利桑那州梅薩，美国男子竞技体操运动员。他曾代表美国获得2004年夏季奥运会体操比赛男子团体全能银牌。